# Karleby svenska gymnasium
Karleby Svenska Gymnasium (KSG) är ett gymnasium i Karleby, Finland, som erbjuder gymnasieutbildning för både unga och vuxna. 
Det finns möjlighet att kombinera gymnasiestudier med en yrkesutbildning genom att ansöka till Kokkolan ammattiopisto. Efter fyra år erhåller eleverna både en yrkesexamen och studentexamen.
KSG erbjuder utbytesperioder med intressekurser som hantverk, fysio eller musik, hållna vid Kronoby folkhögskola.
Skolan har internationella projekt och utbyten med skolor i Frankrike, Spanien, Tyskland, USA, Kenya och Senegal. Språkprogrammet inkluderar franska, spanska, tyska och ryska, i samarbete med Kokkolan suomalainen lukio
Samarbetet med Mellersta Österbottens Idrottsakademi ger eleverna möjlighet att delta i morgonträningar som en del av utbildningen.
Det lägsta medeltalet som krävdes för att få en studieplats vid Karleby svenska gymnasium 2024 var 7,42 och 7,0 till idrottslinjen.

## Renoverade lokaler
Efter en omfattande renovering återvände Karleby Svenska Gymnasium och Donnerska skolan till Banérgatan. Skolbyggnaden har fått ljusa och rymliga lokaler efter att fuktproblem åtgärdats, vilket uppskattas av både studerande och lärare. Gymnasiet, som hade sin verksamhet på Hälsovägen sedan 2018, inledde läsåret 2024-2025 i de nyrenoverade lokalerna.